# Audrey Pleynet
Œuvres principales
- Quelques gouttes de thé
- Encore cinq ans
- Rossignol

Audrey Pleynet, née le 30 juillet 1984 à Soissons, est une romancière et nouvelliste française de science-fiction,
.

## Biographie

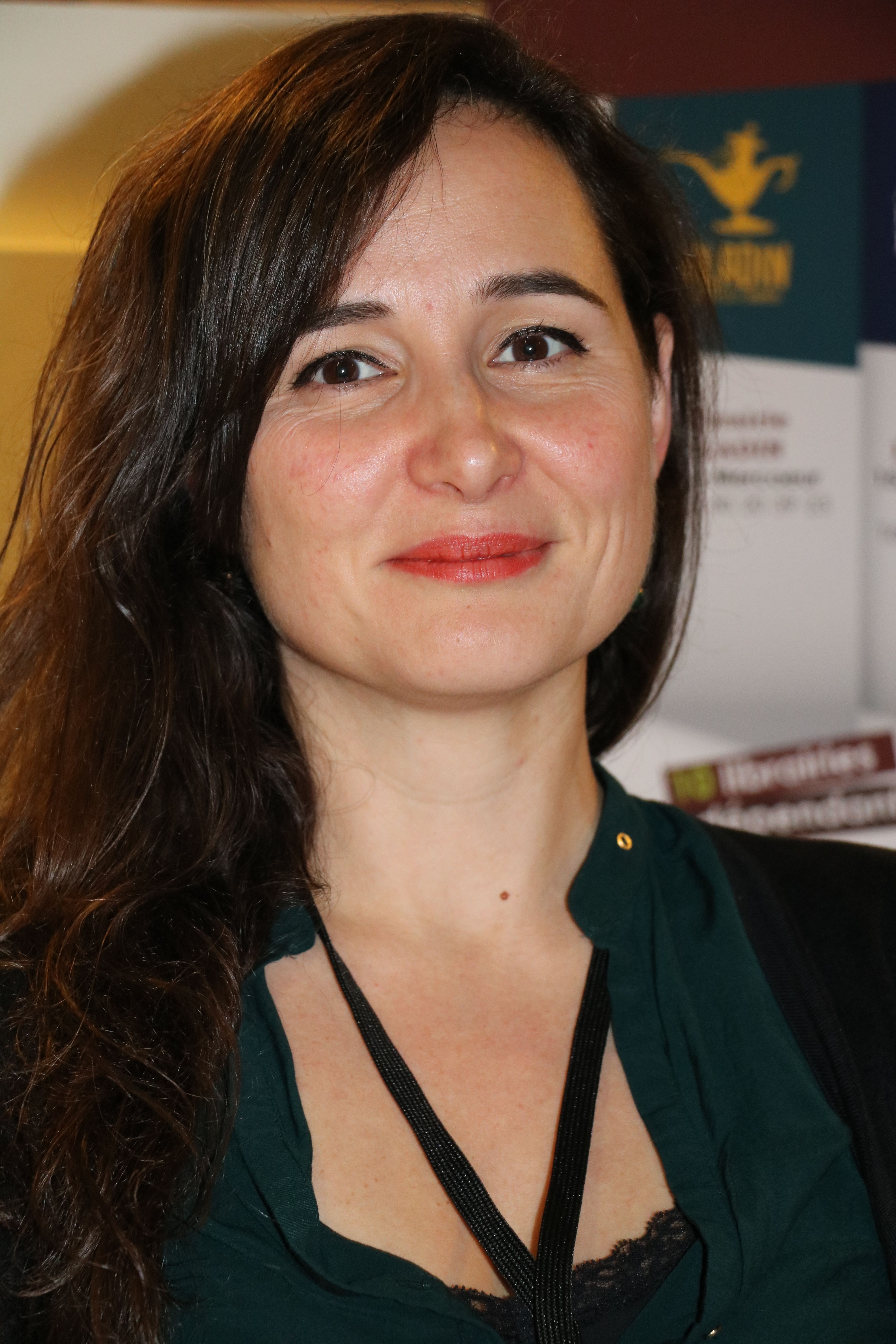
Audrey Pleynet aux Utopiales à Nantes, 2023.

Audrey Pleynet naît le 30 juillet 1984 à Soissons. Elle suit des études de commerce à Lyon et travaille ensuite dans différentes ONG et associations à l'international. 
En 2017, à l'âge de 33 ans, elle publie, en auto-édition, son premier roman, Noosphère. Puis elle se lance dans une carrière de novelliste. Elle pratique l'auto-édition mais publie également des nouvelles dans des anthologies (Écologie et folie technologique, Les Migrations du futur, Revenir de l'avenir, Naufragés de l'espace, Orient-Extrême, Nos futurs solidaires, Par delà l'horizon) et des revues de science-fiction (Bifrost). En 2018, elle termine 3ème du concours d'écriture du festival des Imaginales. Depuis, elle enchaîne les distinctions : prix Rosny aîné en 2020, prix des lecteurs de Bifrost en 2022, prix des Utopiales et à nouveau prix Rosny aîné en 2023.

## Regards sur l'œuvre
Son œuvre science fictionnelle est généralement classée dans les sous genres de la science-fiction engagée et optimiste ou, à tout le moins, « qui ne verse pas dans le pessimisme systématique et aisé ». Son premier roman, Noosphère, est décrit comme un roman philosophique de science-fiction qui interroge les notions de connaissance et de certitude.
Dans son roman court Rossignol publié en 2023, elle explore la question du métissage.

## Œuvres

### Romans et romans courts
- Noosphère, autoédition, 2017, science-fiction, 372 p.  (ISBN 978-1-52188-441-6)
- Rossignol[5], Le Bélial', coll. « Une heure-lumière » no 45, 2023, science-fiction, 144 p.  (ISBN 978-2-38163-088-5)
- Sintonia, Le Bélial', 2025, 416 p.  (ISBN 978-2-38163-189-9)À paraître le 4 septembre 2025

### Nouvelles
- Dolores (2018)
- Rien de pire que la pluie, dans Anthologie Jour de pluie, autoédition collective, 2018, 134 p.  (ISBN 978-1724186560)
- Alchimistes du Rêve (2019)
- Beautés (2019), dans Anthologie Écologie et folie technologique, Oneiroi, 2019, steampunk, 152 p.  (ISBN 978-2-491366-00-1)
- Citoyen+ (2019)
- La Tenancière (2019), dans Anthologie Frontières, imaJn’ère, 2019, science-fiction, 478 p.[6]
- Tu étais pourtant si fier de moi (2019)
- Tu t'en souviendras ? (2019)
- Fille de l'Espace (2019), dans Anthologie Les Migrations du Futur, Arkuiris, 2019, science-fiction, 252 p.
- Icône (2019)
- Quelques gouttes de Thé (2019), dans Anthologie Revenir de l'avenir, Le Grimoire, 2019, science-fiction  (ISBN 9791092700138)
- Les Questions que l'on pose (2019)
- Les Reines de Cyanira (2019)
- Les Insurrections de Partek (2020)
- Le Lien (2020), dans Anthologie Naufragés de l'espace, Critic, 2020, science-fiction, 273 p.  (ISBN 2375791673)
- Infaillible (2021), dans Anthologie Orient-Extrême, imaJn’ère, 2021, littérature populaire et imaginaire
- Encore cinq ans (2022), dans Bifrost no 107 Spécial Fictions, Le Bélial', 2022, imaginaire, 184 p.  (ISBN 978-2-38163-051-9)
- Entrer en résonance (2022), dans Anthologie Nos futurs solidaires, ActuSF & Laboratoire des solidarités de la Fondation Cognacq-Jay, 2022, science-fiction, 500 p.  (ISBN 978-2-37686-455-4)[7]
- Ils nous avaient dit (2022)
- Rêver aux étoiles (2022)
- La solitude des fantômes (2021), publiée initialement dans Anthologie Par delà l'horizon, ActuSF, 2021, science-fiction, 550 p.  (ISBN 978-2-37686-386-1)[8] puis La solitude des fantômes, ActuSF, 2023, science-fiction, 44 p.  (ISBN 978-2-37686-619-0)
- Diapason (2023), dans Anthologie Double Je, imaJn’ère, 2023, science-fiction, 300 p.  (ISBN 9782957904013)
- Rayée (2024), dans Bifrost no 113 Intelligence artificielle, Le Bélial', 2024, imaginaire, 192 p.  (ISBN 978-2-38163-113-4)

### Recueils de nouvelles
- Ellipses, autoédition, 2019, science-fiction, 160 p.  (ISBN 978-2-9564765-0-4)

## Distinctions
- Prix Rosny aîné de la meilleure nouvelle 2020 pour sa nouvelle Quelques gouttes de thé.
- Prix des lecteurs de Bifrost de la meilleure nouvelle francophone 2022 pour sa nouvelle Encore cinq ans.
- Prix Utopiales du meilleur roman 2023 pour son roman court Rossignol[9].
- Prix Rosny aîné de la meilleure nouvelle 2023 pour sa nouvelle Encore cinq ans.
- Prix des lecteurs de Bifrost de la meilleure nouvelle francophone 2024 pour sa nouvelle Rayée.